# NGC 7815
NGC 7815 ist ein Stern im Sternbild Pegasus. Das Objekt wurde am 2. Oktober 1866 von dem schwedischen Astronomen Herman Schultz entdeckt und fälschlicherweise in den NGC-Katalog aufgenommen.